# 4562 Польюнкук
4562 Польюнкук (4562 Poleungkuk) — астероїд головного поясу, відкритий 21 жовтня 1979 року.
Тіссеранів параметр щодо Юпітера — 3,468.
Названо на честь товариства англ. «Po Leung Kuk» (кит.: 保良局) (Товариство захисту жінок і дітей) у Гонконзі.